# Dolomedes plantarius
Dolomedes plantarius е вид паяк от семейство Pisauridae. Видът е уязвим и сериозно застрашен от изчезване.

## Разпространение
Разпространен е в Австрия, Беларус, Белгия, Германия, Грузия, Дания, Италия, Латвия, Литва, Нидерландия, Полша, Румъния, Русия, Словакия, Унгария, Франция и Швеция.